# Restaurant Talvo

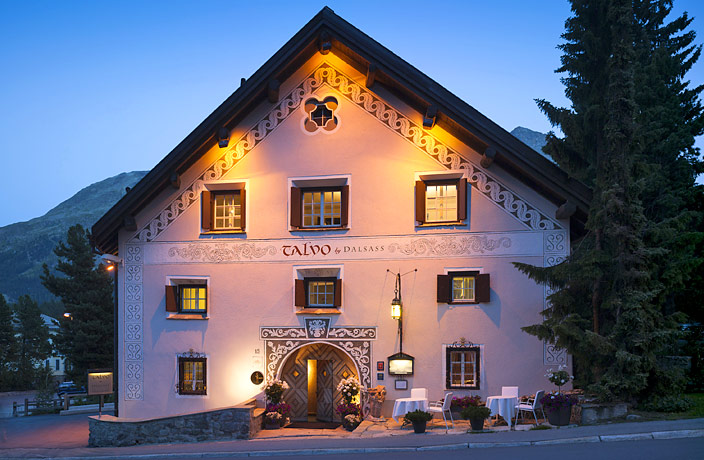
Die Eingangsfassade des Talvo mit den für das Engadin typischen Sgraffito-Verzierungen. Das ehemalige Bauernhaus wurde 1658 erbaut.

Das Restaurant Talvo ist ein Gourmet-Restaurant in einem historischen Gebäude in Champfèr im Oberengadin in der Schweiz, das einmal zu den Betrieben des Badrutt’s Palace gehörte.
Das Talvo, wie es kurz genannt wird, erlebte seine erste Blüte in den 1960er- und 1970er-Jahren, als der internationale Jetset St. Moritz für sich entdeckte und Persönlichkeiten wie Gunther Sachs, Brigitte Bardot und Mohammad Reza Pahlavi zu den regelmässigen Gästen des Talvo gehörten.

## Geschichte
Das grosse Engadiner Bauernhaus an der Via Gunels, in dem das Talvo (rätoromanisch im Idiom Puter: Scheune) untergebracht ist, wurde 1658 erbaut. Es gilt als eines der ältesten noch erhaltenen Engadinerhäuser der Region. Von 1880 bis 1887 beherbergte das Haus die Gesamtschule von Champfèr mit sieben Schülern, die von Lehrer Luzi Battaglia betreut wurden. Anschliessend war das Haus bis 1949 im Besitz der einheimischen Familie Walther, weshalb das Haus auch Chesa Walther genannt wurde. Insgesamt bewohnten vier Generationen der Familie Walther das Bauernhaus, die allesamt von der Landwirtschaft lebten. Die vierte und letzte Generation der Familie Walther begann Zimmer im geräumigen Haus an Touristen zu vermieten.
Die grösste Veränderung in der Geschichte des historischen Bauernhauses kam nach dem Verkauf der Liegenschaft 1949 an Eduard Morger, einen Arzt aus Rüschlikon am Zürichsee, der gleichzeitig auch das Hotel Bristol, die Villa Granita und die Villa Nice kaufte. Eduard Morger liess die Chesa Walther 1954 zum Restaurant Talvo umbauen, wobei der Restauranttrakt in der einstigen Scheune des Bauernhauses, dem Talvo, untergebracht wurde,  und stattete das Talvo mit Gemälden aus seiner privaten Kunstsammlung aus. Nach dem Umbau verfügte die Liegenschaft über 30 Gästebetten.
Das Talvo entwickelte sich zu einem Treffpunkt der Après-Ski-Gesellschaft. In den folgenden Jahren wurde das Talvo mehrfach um- und ausgebaut. So wurde 1960 die neue Terrasse an der Südseite des Hauses gebaut. Im Jahr darauf erfolgten Um- und Ausbauten im Keller- und im Erdgeschoss. 1968 erfolgte die grösste bauliche Veränderung des Hauses seit der Umnutzung der Liegenschaft 1954: ein Anbau an der Südseite des Hauses zur Vergrösserung des Restauranttrakts.
Zu Beginn der 1990er-Jahre kaufte das Ehepaar Roland und Brigitte Jöhri das Talvo und führte das Restaurant als Jöhri's Talvo. 
2000 wurde Götz Rothacker Küchenchef des Talvo, das unter ihm mit zwei Michelin-Sternen ausgezeichnet wurde.
Das Ehepaar Jöhri verkaufte das Talvo 2011.
Am 1. Dezember 2011 übernahmen Martin Dalsass und seine Ehefrau Lorena als Pächter das Talvo, das seitdem Talvo by Dalsass heisst und mit 18 Gault-Millau Punkten sowie einem Stern von Guide Michelin ausgezeichnet ist.